# 21. březen
21. březen je 80. den roku podle gregoriánského kalendáře (81. v přestupném roce). Do konce roku zbývá 285 dní. Svátek má Radek.
21. března někdy nastává jarní rovnodennost a na tento den byla rovnodennost stanovena nikajským koncilem roku 325 pro potřeby výpočtu data Velikonoc. Toto datum platilo bez ohledu na skutečnou astronomickou rovnodennost, která v současnosti většinou nastává už 20. března.

## Události

### Česko
- 1897 – Byla otevřena Strakova akademie na Malé Straně v Praze.
- 1920 – Premiéra symfonické básně Leoše Janáčka Balada Blanická. Janáček se inspiroval stejnojmennou básní Jaroslava Vrchlického ze sbírky Selské balady. Premiéra se konala na koncertě u příležitosti oslav 70. narozenin T. G. Masaryka, kterému také Janáček toto dílo dedikoval.
- 1939 – Národní souručenství, jediná legální česká politická strana v protektorátě Čechy a Morava; byla dnes ustavena v čele s Emilem Háchou, který jmenoval její vedení na základě složení předmnichovské vládní koalice.
- 1942 – Václav Morávek z odbojové skupiny Tři králové padl při přestřelce v Praze na Prašném mostě.
- 1948 – Ústavodárné národní shromáždění schválilo šest zemědělských zákonů, které KSČ prosazovala ještě před tím, než se chopila moci. Nejvýznamnější byl zákon o pozemkové reformě nad 50 hektarů.
- 1953
  - Po smrti Klementa Gottwalda byl novým prezidentem republiky zvolen Antonín Zápotocký, který jmenoval novou vládu, jejímž předsedou se stal Viliam Široký.
  - Ve dnech 21.-23. března zasedala Ústřední rada odborů a zasedání bylo neseno v duchu demokratizačních změn v zemi. Předsednictvo dostalo za úkol vypracovat návrh programu ROH. Novým předsedou ÚRO byl zvolen Karel Poláček.
- 1964 – AZNP Mladá Boleslav na tiskové konferenci představily veřejnosti nový osobní automobil Škoda 1000 MB i zatím nedokončený nový výrobní závod.
- 1966 – Mototechna v Mladé Boleslavi předala zákazníkovi stotisící vyrobený automobil Škoda 1000 MB.
- 1989 – Odvolací městský soud snižuje devítiměsíční trest Václavu Havlovi o jeden měsíc
- 1990 – Začalo vysílat rádio Evropa 2.
- 2005 – Ústavní soud ČR zrušil rozsudky nižších soudů, podle kterých se novinář Jan Rejžek musel omluvit zpěvačce Heleně Vondráčkové za tvrzení o jejích kontaktech „na mafiány, kteří ji v sedmdesátých a osmdesátých letech tlačili do médií“.

### Svět

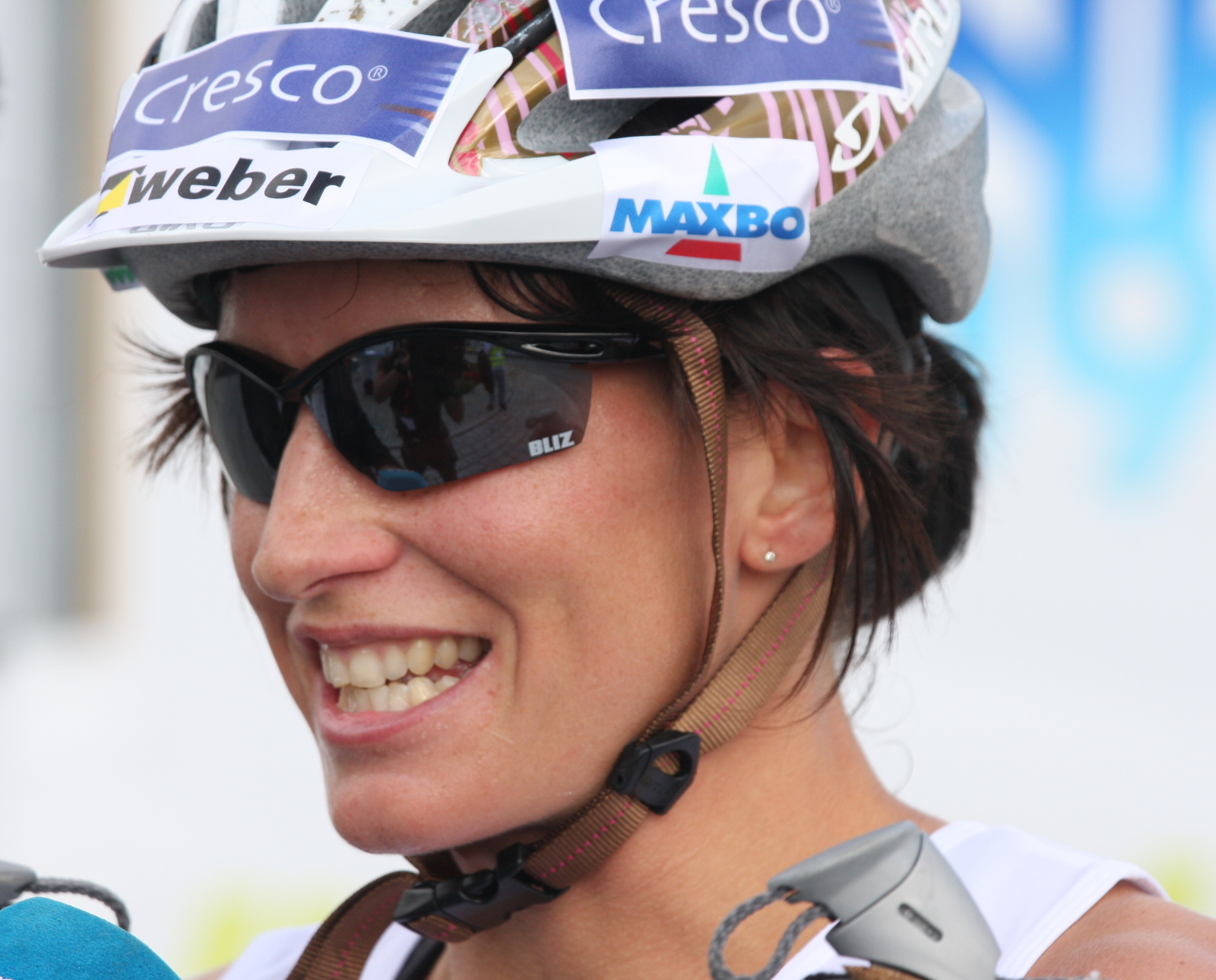
Marit Bjørgenová (* 1980)

- 0537 – Obléhání Říma: Král Vitiges zaútočil na severní a východní hradby, ale byl odražen u Praenestinské brány (známé jako Vivarium) obránci, vedenými byzantskými generály Bessasem a Peraniem
- 1098 – Ve Francii založen klášter Cîteaux, budoucí centrum Cisterciáckého řádu
- 1146 – Francouzský král Ludvík VII. se vydává na nešťastnou druhou křížovou výpravu na základě kázání Bernarda z Clairvaux
- 1788 – Oheň zničil 856 budov v New Orleans, většina města se ocitla rozvalinách.
- 1857 – Při zemětřesení v Tokiu zemřelo přes 100 000 lidí.
- 1871 – Otto von Bismarck byl jmenován kancléřem německého impéria.
- 1919 – Vítězství komunistické revoluce a vyhlášení Maďarské republiky rad.
- 1933 – V Dachau byl dokončen první nacistický německý koncentrační tábor.
- 1943 – Němečtí vojáci v řeckém městě Kalavryta postříleli 1 436 mužů.
- 1945 – Ve druhé světové válce britské vojenské jednotky osvobodily Mandalaj v Barmě.
- 1959 – V Budapešti byl na základě komunistického soudního procesu popraven osmnáctiletý Péter Mansfeld.
- 1960 – Při demonstraci asi 20 000 černošských demonstrantů v Sharpeville v Jihoafrické republice proti apartheidu zastřelila policie 69 lidí a 180 zranila.
- 1963 – Byla zavřena federální káznice Alcatraz v USA z důvodu nedostatku peněz.
- 1980 – Spojené státy americké vyhlásily bojkot letních olympijských her v Moskvě na protest sovětského vpádu do Afghánistánu.
- 1990 – Namibie získala nezávislost.
- 1999 – Bertrand Piccard a Brian Jones dokončili první oblet Země v horkovzdušném balónu.
- 2004 – Ve Velké ceně Malajsie zvítězil Michael Schumacher na vozu Ferrari.
- 2005
  - Generální tajemník Organizace spojených národů Kofi Annan navrhl její rozsáhlou reformu.
  - V Island Lake ve státě Minnesota bylo ve střední škole zabito 10 dětí.
- 2020 – Mezinárodní federace ledního hokeje zrušila kvůli probíhající pandemii letošní ročník Mistrovství světa v ledním hokeji ve Švýcarsku. Jde o první přerušení soutěže od druhé světové války.

## Narození
Automatický abecedně řazený seznam existujících biografií viz Kategorie:Narození 21. března

### Česko

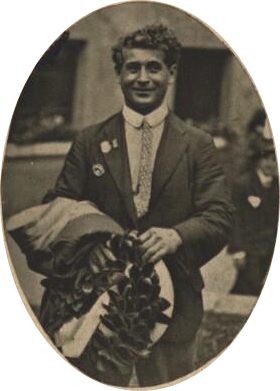
Ladislav Vácha (* 1899

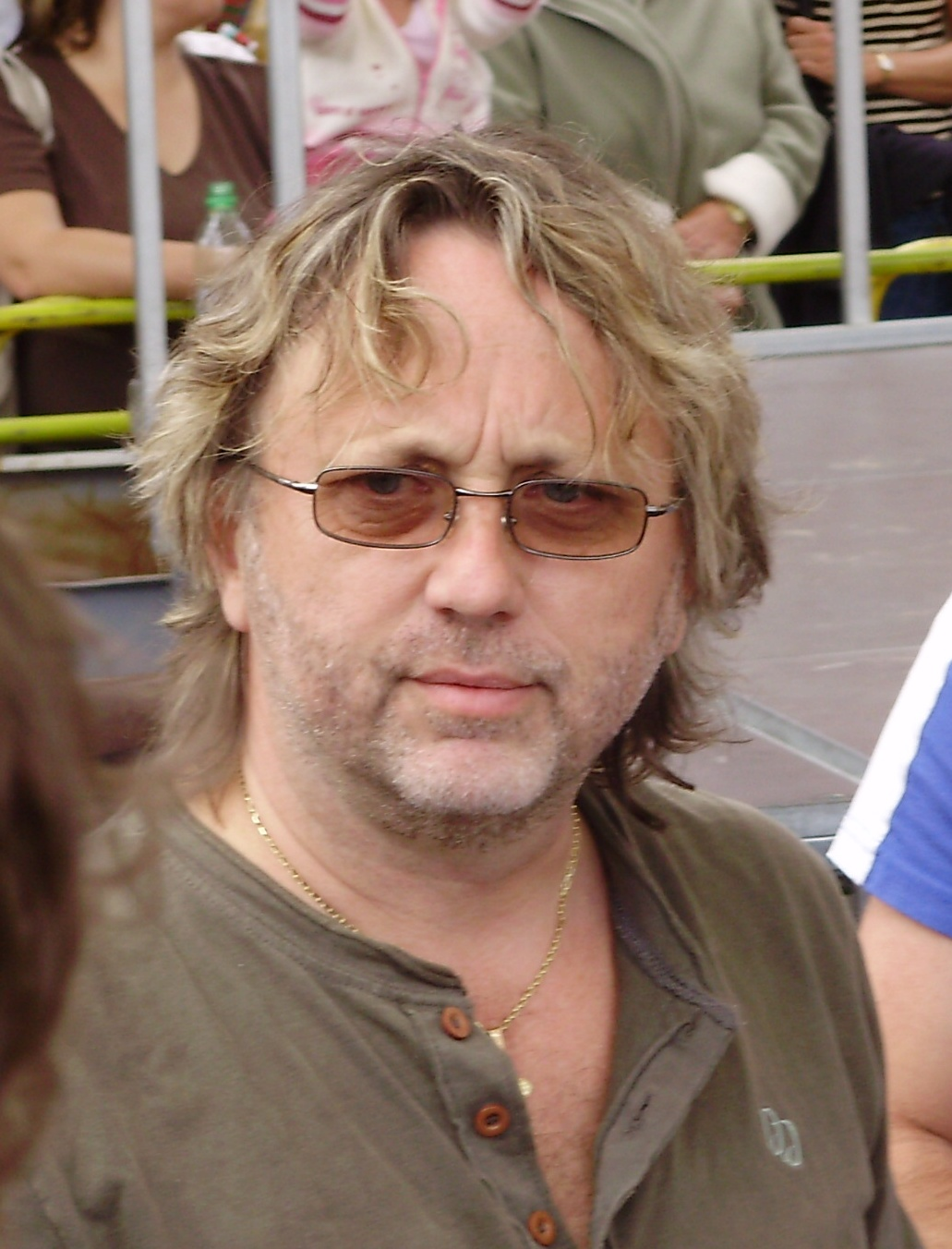
Dalibor Janda (* 1953)

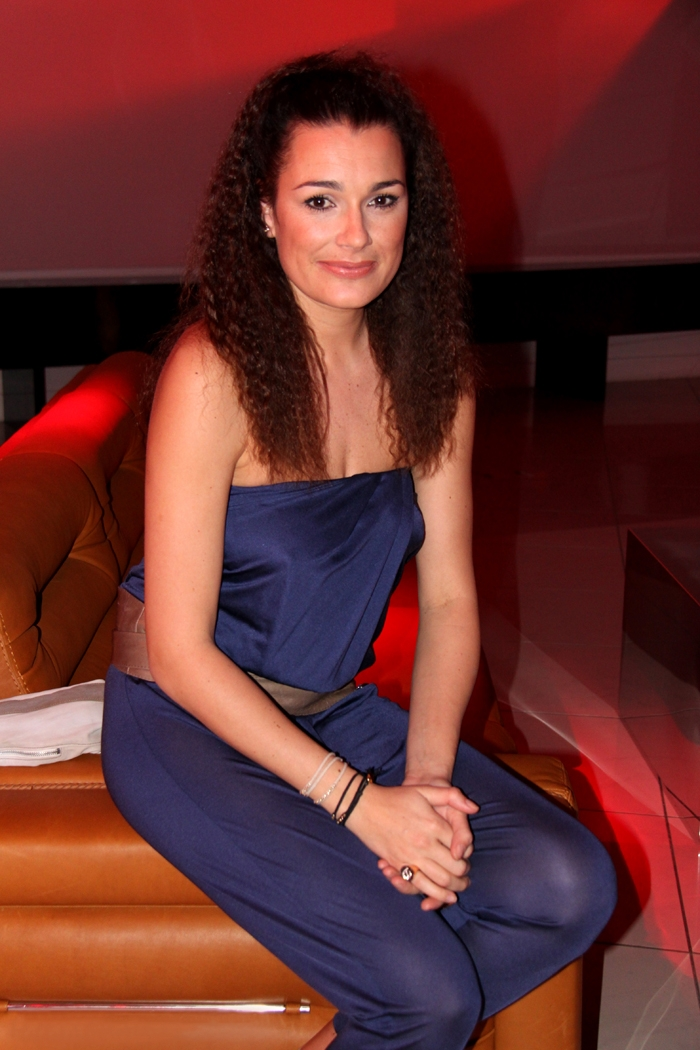
Alena Šeredová (* 1978)

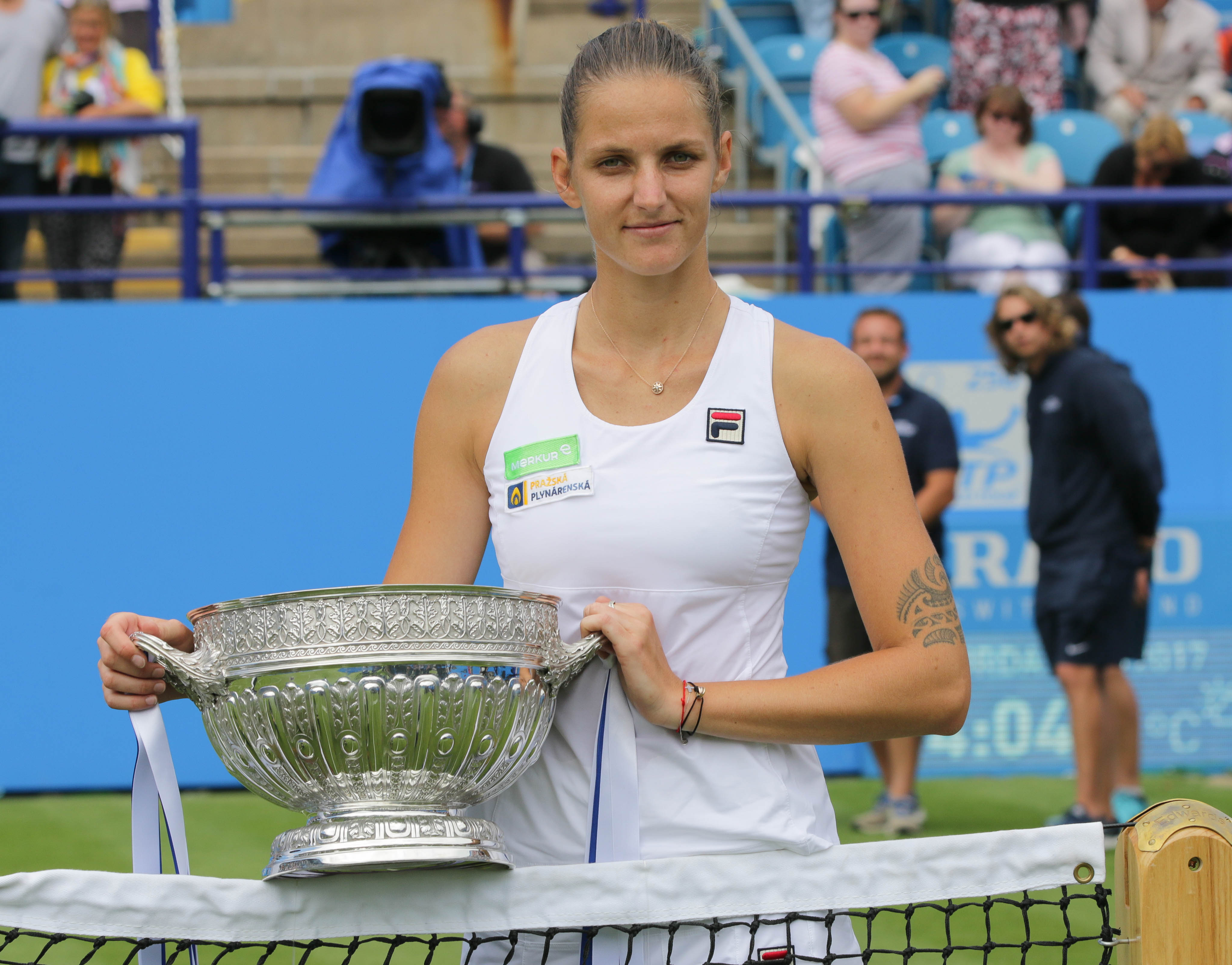
Karolína Plíšková (* 1992)

- 1716 – Josef Seger, skladatel, houslista a varhaník († 22. dubna 1782)
- 1779 – Vojtěch Benedikt Juhn, malíř († 27. listopadu 1843)
- 1807
  - Antonín Dobřenský z Dobřenic, rakouský generál († 30. srpna 1869)
  - Alois Vojtěch Šembera, jazykovědec a literární historik († 23. března 1882)
- 1820 – Siegfried Kapper, český a německý básník, spisovatel a lékař († 7. června 1879)
- 1826 – Alois Hnilička, hudební skladatel a sbormistr († 10. listopadu 1909)
- 1846 – Jaromír Čelakovský, právní historik a politik († 16. října 1914)
- 1847 – Jan Zeyer, architekt a stavitel († 6. května 1903)
- 1849 – František Lützow, šlechtic, diplomat, historik a spisovatel († 13. ledna 1916)
- 1862 – Ludvík Lošťák, básník, hudební skladatel a publicista († 17. října 1918)
- 1865 – Josef Prošek, československý politik († ?)
- 1867
  - Benedikt Braun, diplomat a vrchní schwarzenberský správce zámků († 30. srpna 1927)
  - Josef Karas, československý právník a politik († 1. srpna 1943)
- 1870 – Alois Tvrdek, středoškolský profesor, překladatel a spisovatel († 15. února 1943)
- 1879 – Otakar Bas, československý právník a politik († 18. března 1939)
- 1884 – Otakar Pertold, indolog, historik náboženství a etnolog († 3. května 1965)
- 1888 – Jaroslav Werstadt, historik, novinář a publicista († 8. ledna 1970)
- 1893 – Simonetta Buonaccini, básnířka († 29. května 1935)
- 1899 – Ladislav Vácha, gymnasta († 28. června 1943)
- 1902 – Karel Vacek, kapelník a hudební skladatel († 18. srpna 1982)
- 1903 – Jaroslav Novotný, filmový režisér a zakladatel českého výukového filmu († 10. června 1976)
- 1904 – Hana Kučerová-Záveská, architektka († 7. listopadu 1944)
- 1906 – František Dlouhán, spisovatel a překladatel († 4. září 1979)
- 1911 – Antonín Kubec, příslušník výsadku Bronse († 15. března 1943)
- 1913
  - František Bogataj, voják v zahraničním odboji († 4. února 1999)
  - Jaroslav Novák, komunistický poslanec († ?)
- 1916 – Bohumír Martínek, voják a příslušník výsadku Bronse († 15. března 1943)
- 1921 – Jaroslav Zástěra, historik († 21. listopadu 2001)
- 1925 – Rudolf Burkhardt, speleolog a geolog († 17. května 1975)
- 1926 – Karel Bedřich Absolon, chirurg († 2. října 2009)
- 1937 – Miroslav Malura, muzikolog, folklorista († 7. listopadu 2000)
- 1940
  - Růžena Merunková, herečka
  - Milan Sobotík, spisovatel, redaktor, knihovník, překladatel († únor 2023)
- 1941
  - Petr Zuna, rektor Českého vysokého učení technického v Praze
  - Václav Mašek (fotbalista), fotbalový útočník
- 1943 – Jan Bonaventura, filmový a televizní režisér († 14. června 1999)
- 1947 – Miroslav Grebeníček, politik
- 1950 – Ivan Vít, kameraman
- 1953 – Dalibor Janda, zpěvák a kytarista
- 1955
  - Halina Pawlowská, publicistka
  - Milena Steinmasslová, herečka
- 1959 – Zdeněk Podhůrský, moderátor, dabingový režisér, zpěvák, herec a fotograf
- 1960 – Ivan Adamec, politik a učitel
- 1974 – Radek Divecký, fotbalový útočník
- 1978 – Alena Šeredová, modelka a herečka
- 1979 – Jan Kopecký, hokejista
- 1982 – Rostislav Klesla, lední hokejista
- 1991 – Yzomandias, rapper
- 1992
  - Karolína Plíšková, tenistka
  - Kristýna Plíšková, tenistka
- 1994 – Anna Kameníková, herečka

### Svět

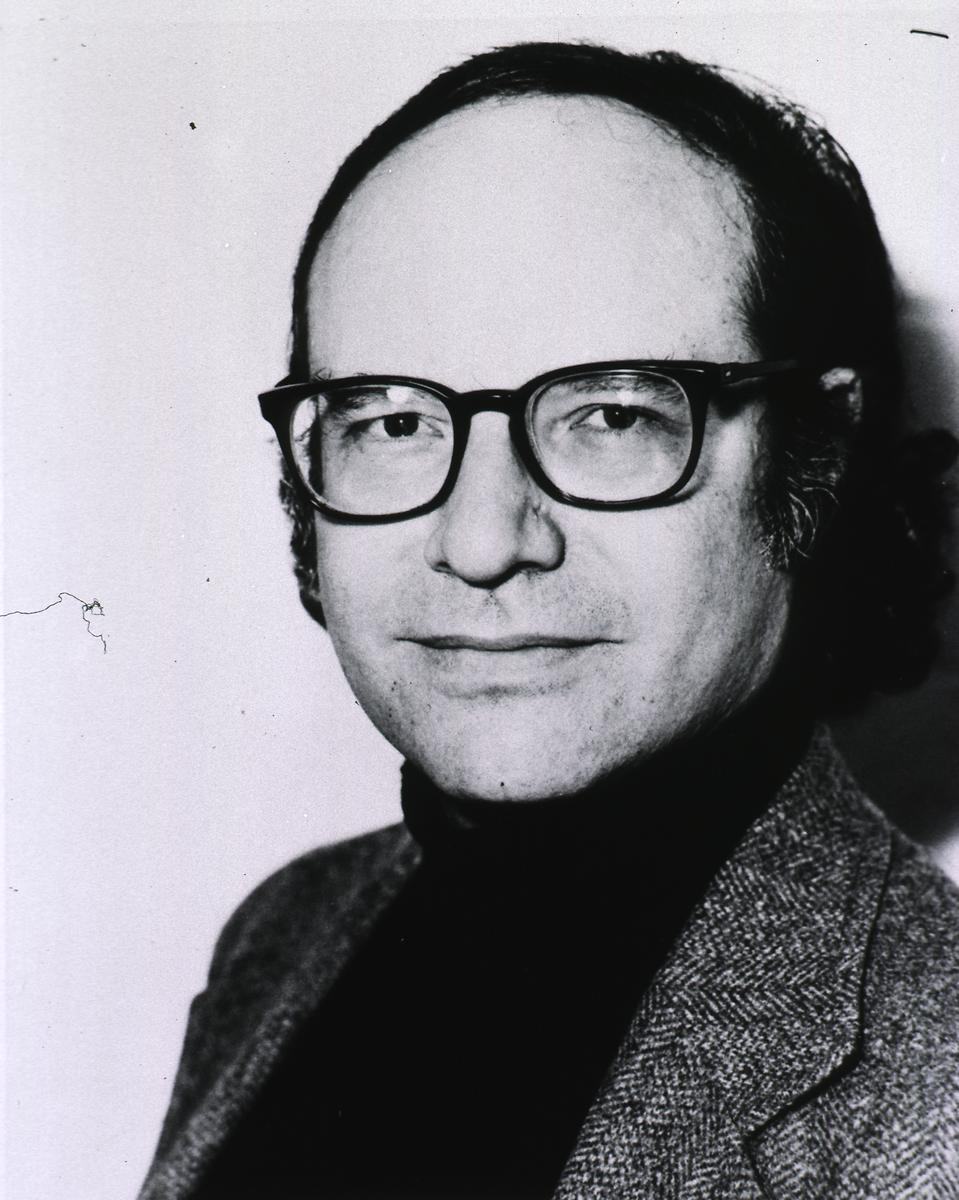
Walter Gilbert (* 1932)

- 1256 – Jindřich I. Braniborský, braniborský a landsberský markrabě († 14. února 1318)
- 1295 – Svatý Heinrich Seuse († 25. ledna 1366)
- 1521 – Mořic Saský, saský kurfiřt († 9. července 1553)
- 1522 – Mihrimah Sultan, dcera osmanského sultána Suleymana I. († 25. ledna 1578)
- 1523 – Kašpar Eberhard, německý luteránský teolog a pedagog († 20. října 1575)
- 1546 – Bartholomeus Spranger, vlámský manýristický malíř († 27. června 1611)
- 1626 – Pedro de Betancur, španělský františkánský mnich a misionář, katolický světec († 25. dubna 1667)
- 1665 – José Benito de Churriguera, španělský architekt a sochař († 2. března 1725)
- 1672 – Stefano Benedetto Pallavicini, italský básník a operní libretista († 16. dubna 1742)
- 1696 – Pierre Février, francouzský hudební skladatel, varhaník a cembalista († 5. listopadu 1760)
- 1734 – Šáhruch, perský šáh († 1796)
- 1735 – Karl Heinrich Seibt, lužický kněz, filosof a rektor pražské univerzity († 2. dubna 1806)
- 1763 – Jean Paul, německý spisovatel († 14. listopadu 1825)
- 1768 – Joseph Fourier, francouzský matematik a fyzik († 16. května 1830)
- 1775 – Lucien Bonaparte, francouzský politik († 29. června 1840)
- 1785 – Henry Kirke White, anglický básník († 19. října 1806)
- 1801 – Marie Tereza Toskánská, sardinsko-piemontská královna a savojská vévodkyně († 12. ledna 1855)
- 1806 – Benito Juárez, mexický prezident († 18. července 1872)
- 1825 – Alexandr Fjodorovič Možajskij, ruský vynálezce, průkopník letectví († 1. dubna 1890)
- 1836 – Jesús de Monasterio, španělský houslista a hudební skladatel († 28. září 1903)
- 1839 – Modest Petrovič Musorgskij, ruský skladatel a klavírista († 28. března 1881)

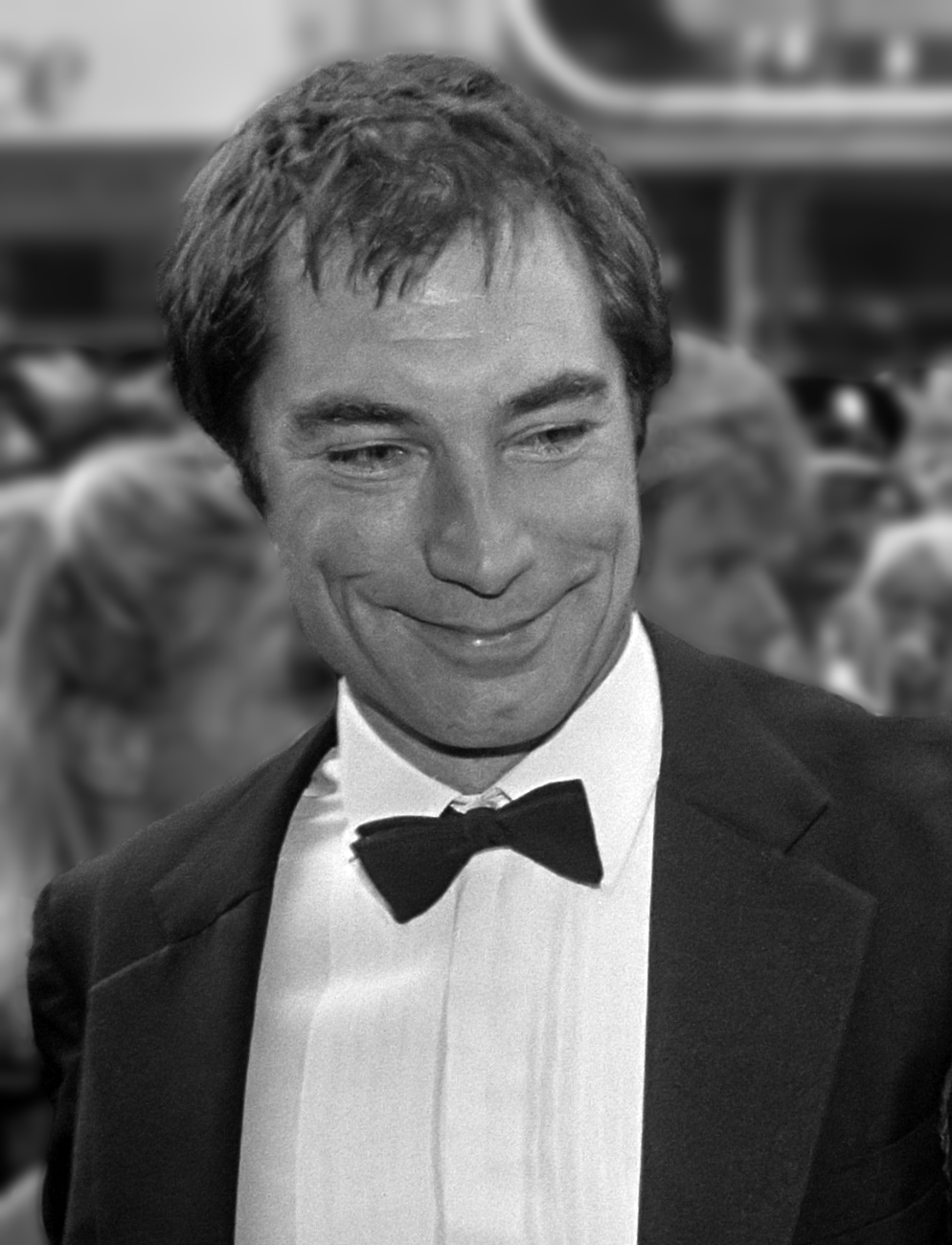
Timothy Dalton (* 1946)

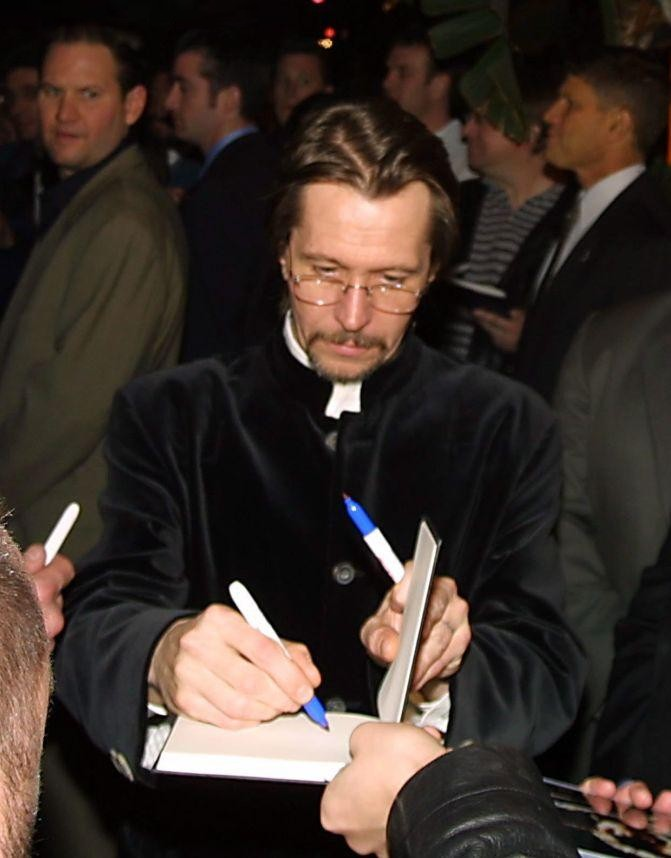
Gary Oldman (* 1958)

- Timothy Dalton (* 1946) Gary Oldman (* 1958)1857 – Max Wickenburg, ministr veřejných prací Předlitavska († 4. února 1918)
- 1860 – Otto von Moser, německý vojenský historik († 11. října 1931)
- 1864 – Karl Borromaeus Maria Josef Heller, rakouský entomolog († 25. prosince 1945)
- 1869 – Frederik William Green, britský egyptolog († ? 1949)
- 1870 – Herbert Ponting, anglický fotograf († 7. února 1935)
- 1873 – Esma Sultan, osmanská princezna, dcera sultána Abdülazize, sestra sultána Abdülhamida II. († 7. května 1899)
- 1874
  - Paul Abel, britský právník rakouského původu († 10. května 1971)
  - Alfred Tysoe, britský atlet, dvojnásobný olympijský vítěz († 26. října 1901)
- 1876 – John Tewksbury, americký atlet, dvojnásobný olympijský vítěz v roce 1900 († 25. dubna 1968)
- 1877 – Maurice Farman, francouzský automobilový závodník, letec a konstruktér († 25. února 1964)
- 1880
  - Gilbert M. Anderson, americký filmový herec a režisér († 20. ledna 1971)
  - Hans Hofmann, německý malíř († 17. února 1966)
- 1883 – Vladimir Antonov-Ovsejenko, sovětský bolševický vůdce a diplomat († 10. února 1939)
- 1884 – George David Birkhoff, americký matematik († 12. listopadu 1944)
- 1887
  - Erich Mendelsohn, architekt německého původu († 15. září 1953)
  - Edwin Scharff, německý sochař († 18. května 1955)
- 1893 – Walter Schreiber, německý brigádní generál a válečný zločinec († 5. září 1970)
- 1902 – Son House, americký bluesový kytarista a zpěvák († 19. října 1988)

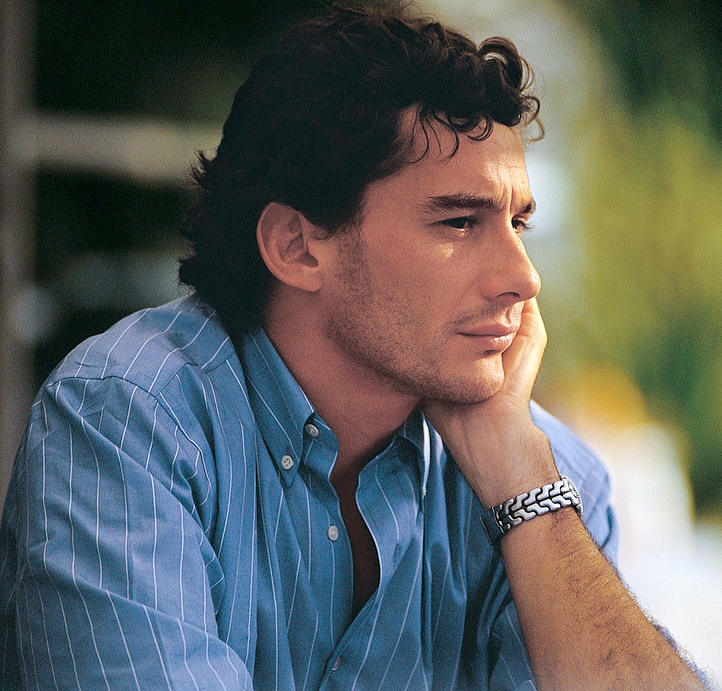
Ayrton Senna (* 1960)

- Ayrton Senna (* 1960)1907 – Bernard Sychta, kašubský jazykovědec a etnograf († 25. listopadu 1982)
- 1913 – George Abecassis, britský automobilový závodník († 18. prosince 1991)
- 1917
  - Anton Coppola, americký dirigent a hudební skladatel († 9. března 2020)
  - Jigael Jadin, archeolog a místopředseda vlády Izraele († 28. června 1984)
- 1918 – Charles Thompson, americký klavírista († 16. června 2016)
- 1920
  - Éric Rohmer, francouzský filmový režisér a kritik († 11. ledna 2010)

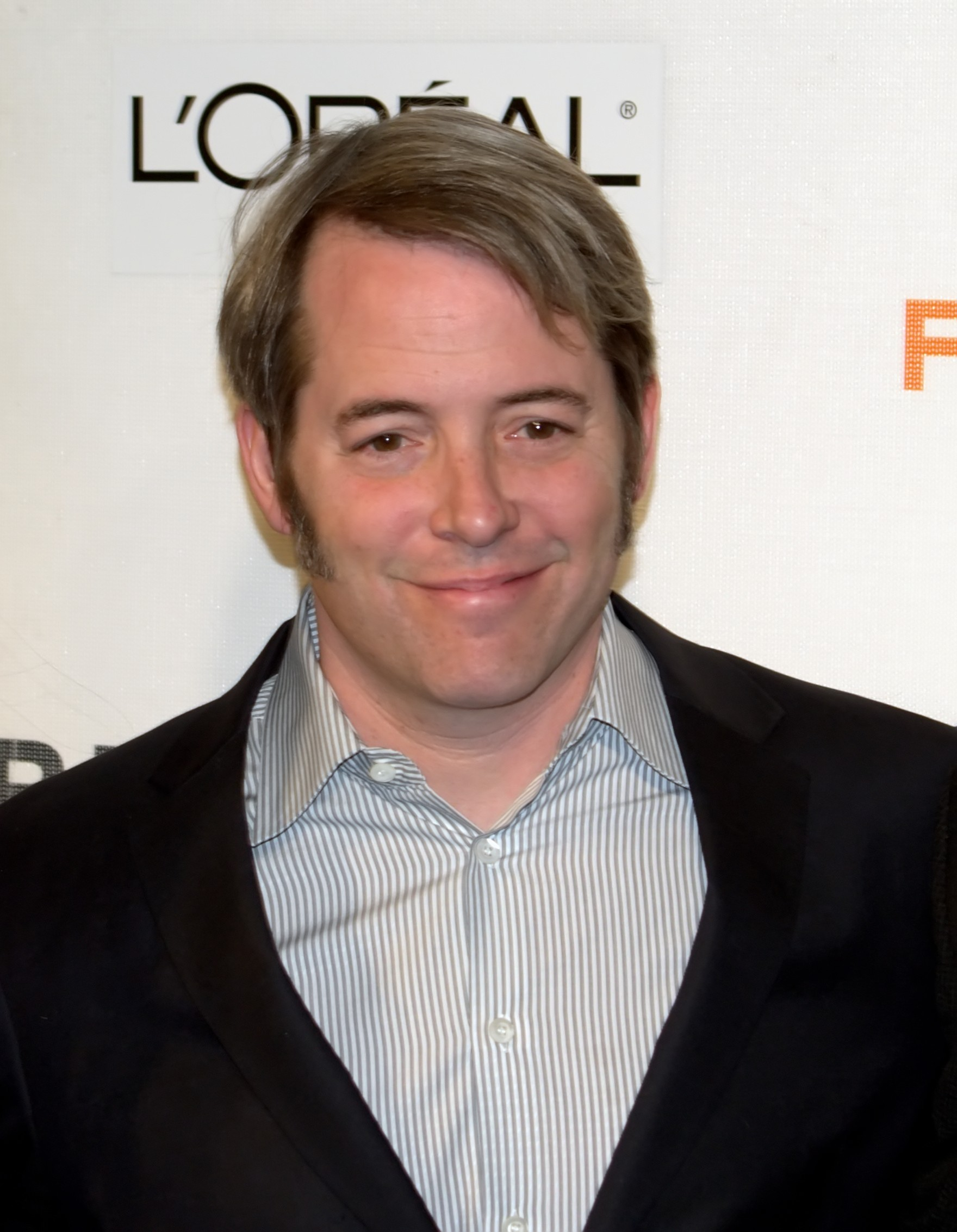
Matthew Broderick (* 1962)

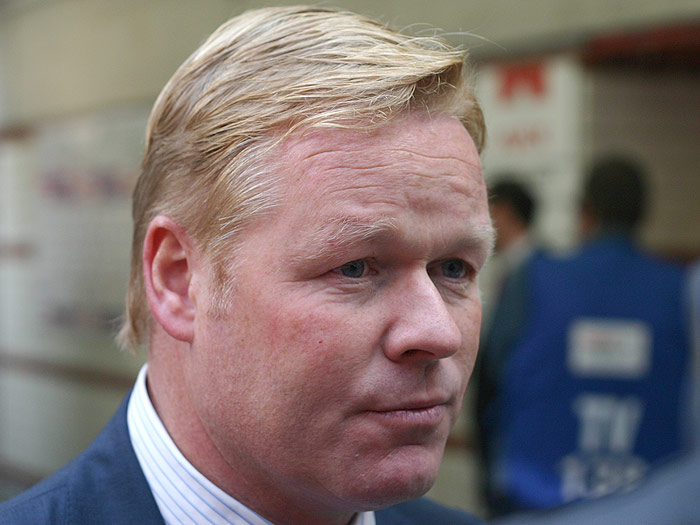
Ronald Koeman (* 1963)

  - Matthew Broderick (* 1962) Ronald Koeman (* 1963)Josef Rötzer, rakouský lékař, tvůrce symptotermální metody přirozeného plánování rodičovství († 4. října 2010)
- 1921
  - Abdul Salám Árif, třetí prezident Iráku († 13. dubna 1966)
  - Ja'akov Herzog, izraelský rabín, právník a diplomat († 9. března 1972)
- 1922 – Russ Meyer, americký experimentální a avantgardní filmař († 18. září 2004)
- 1923 – Philip Abbott, americký herec († 23. února 1998)
- 1925
  - Peter Brook, britský scenárista a režisér († 2. července 2022)
  - Hugo Koblet, švýcarský profesionální cyklista († 6. listopadu 1964)
- 1927 – Hans-Dietrich Genscher, ministr zahraničních věcí a vicekancléř Německa († 31. března 2016)
- 1930
  - Dinis Machado, portugalský spisovatel († 3. října 2008)
  - Otis Spann, americký zpěvák a klavírista († 24. dubna 1970)
- 1932
  - Walter Gilbert, americký chemik, nositel Nobelovy ceny
  - Joseph Silverstein, americký violoncellista a dirigent
- 1935 – Branislav Simić, jugoslávský zápasník, olympijský vítěz

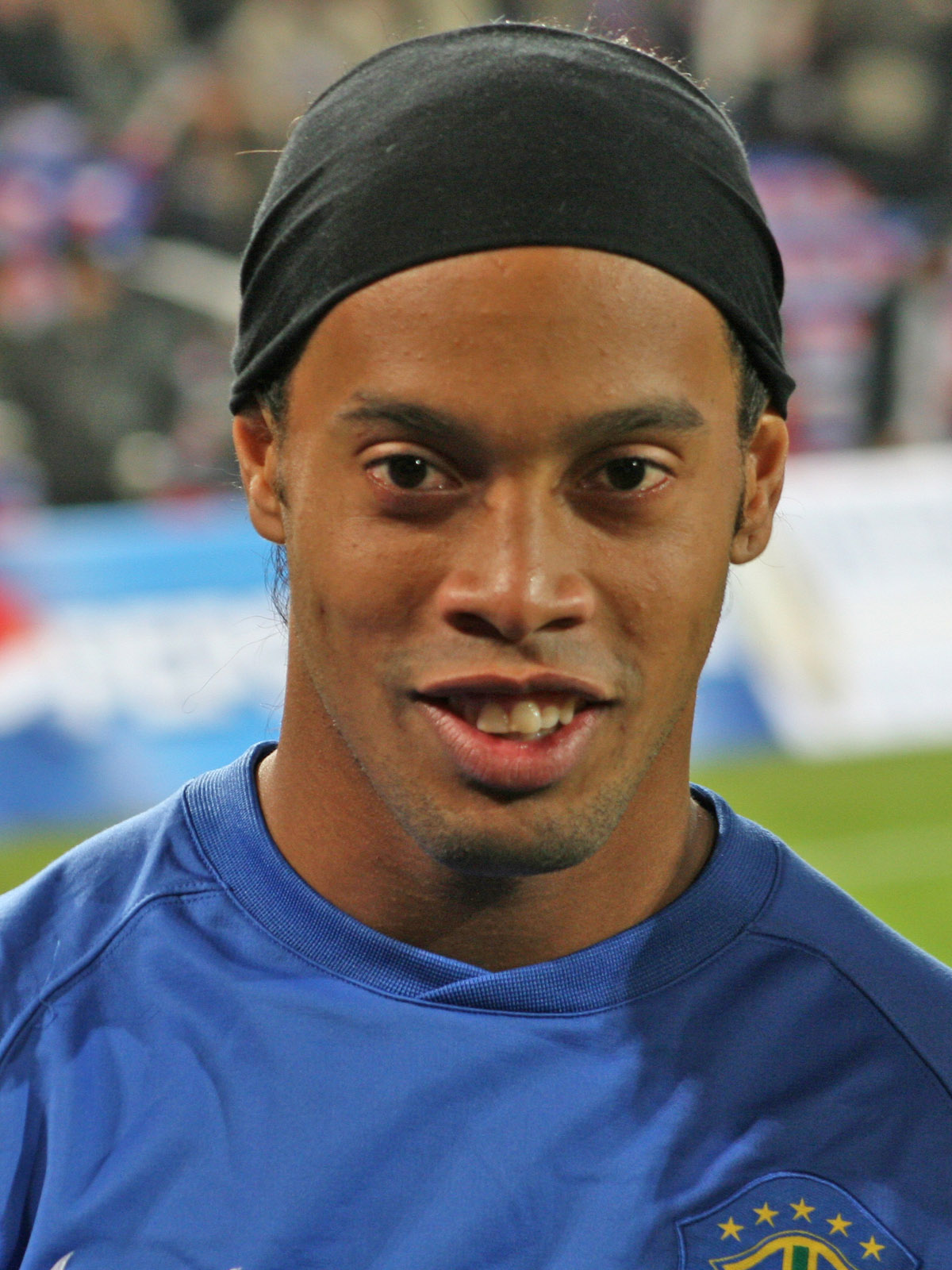
Ronaldinho (* 1980)

- 1936

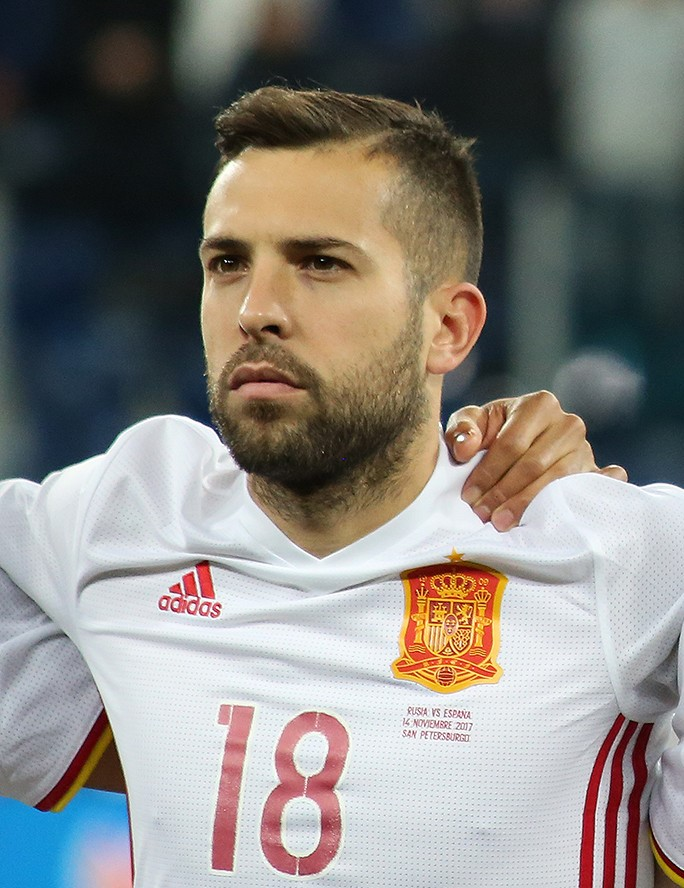
Jordi Alba (* 1989)

  - Ronaldinho (* 1980) Marit Bjørgenová (* 1980) Jordi Alba (* 1989)František Kele, slovenský horolezec, cestovatel, publicista a geograf († 19. října 2014)
  - Mike Westbrook, anglický klavírista
- 1940
  - Gerhard Zemann, rakouský herec († 14. dubna 2010)
  - Solomon Burke, americký zpěvák a textař († 10. října 2010)
  - Chip Taylor, americký zpěvák, hudebník, hudební producent a skladatel
- 1941 – Dirk Frimout, belgický inženýr, fyzik, manažer a astronaut
- 1942
  - Alí Abdalláh Sálih, prezident Jemenu († 4. prosince 2017)
  - Françoise Dorléac, francouzská filmová herečka († 26. června 1967)
  - Owain Arwel Hughes, velšský dirigent
- 1943 – Vivian Stanshall, britský hudebník, malíř, zpěvák, básník, spisovatel († 5. března 1995)
- 1944 – David Lindley, americký hudebník a multiinstrumentalista
- 1945 – Jorge Blanco, americký sochař, grafický designér a ilustrátor
- 1946 – Timothy Dalton, waleský herec
- 1949
  - Rolf-Dieter Amend, německý vodní slalomář, olympijský vítěz († 4. ledna 2022)
  - Slavoj Žižek, slovinský filosof a kulturní teoretik
- 1950
  - Sergej Lavrov, ministr zahraničních věcí Ruské federace
  - Józef Augustyn, polský jezuita, psycholog a spisovatel
  - Roger Hodgson, britský hudebník (Supertramp)
- 1951 – Jozef Bubenko, slovenský fotbalista a trenér
- 1952 – Andy Parker, anglický hard rockový bubeník a skladatel
- 1955 – Bärbel Wöckelová, německá dvojnásobná olympijská vítězka v běhu na 200 m
- 1956 – Pál Csáky, slovenský politik
- 1958
  - Marlies Göhrová, německá atletka, sprinterka, olympijská vítězka
  - Raul Chadžimba, prezident Abcházie
  - Gary Oldman, britský herec, spisovatel, režisér
- 1959 – Nobuo Uemacu, japonský skladatel hudby pro počítačové hry
- 1960
  - Tomaž Gantar, slovinský politik
  - Ayrton Senna, brazilský pilot Formule 1 († 1. května 1994)
  - Jim Matheson, americký politik
- 1961 – Daniel Castellani, argentinský volejbalsita
- 1962 – Matthew Broderick, americký herec
- 1963 – Ronald Koeman, nizozemský fotbalista
- 1966 – Hauke Fuhlbrügge, německý atlet, běžec
- 1967
  - Carwyn Jones, velšský politik
  - Maxim Reality, britský hudebník (The Prodigy)
- 1976 – Brooke Miller, americká cyklistka
- 1980
  - Marit Bjørgenová, norská lyžařka
  - Ronaldinho, brazilský fotbalista
  - Deryck Whibley, kanadský hudebník (Sum 41)
- 1982 – Maria Elena Camerinová, italská tenistka
- 1983 – Martina Hrašnová, slovenská kladivářka
- 1986 – Scott Eastwood, americký herec
- 1989 – Jordi Alba, španělský fotbalista
- 1993 – Jade Jonesová, velšská taekwondista
- 1995 – Aries Susanti Rahayu, indonéská sportovní lezkyně

## Úmrtí
Automatický abecedně řazený seznam existujících biografií viz Kategorie:Úmrtí 21. března

### Česko

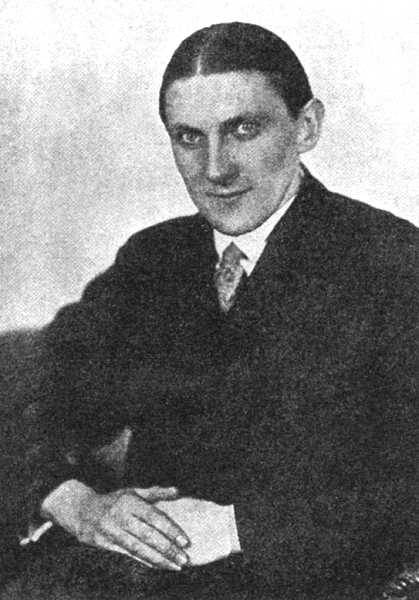
Jindřich Štyrský († 1942)

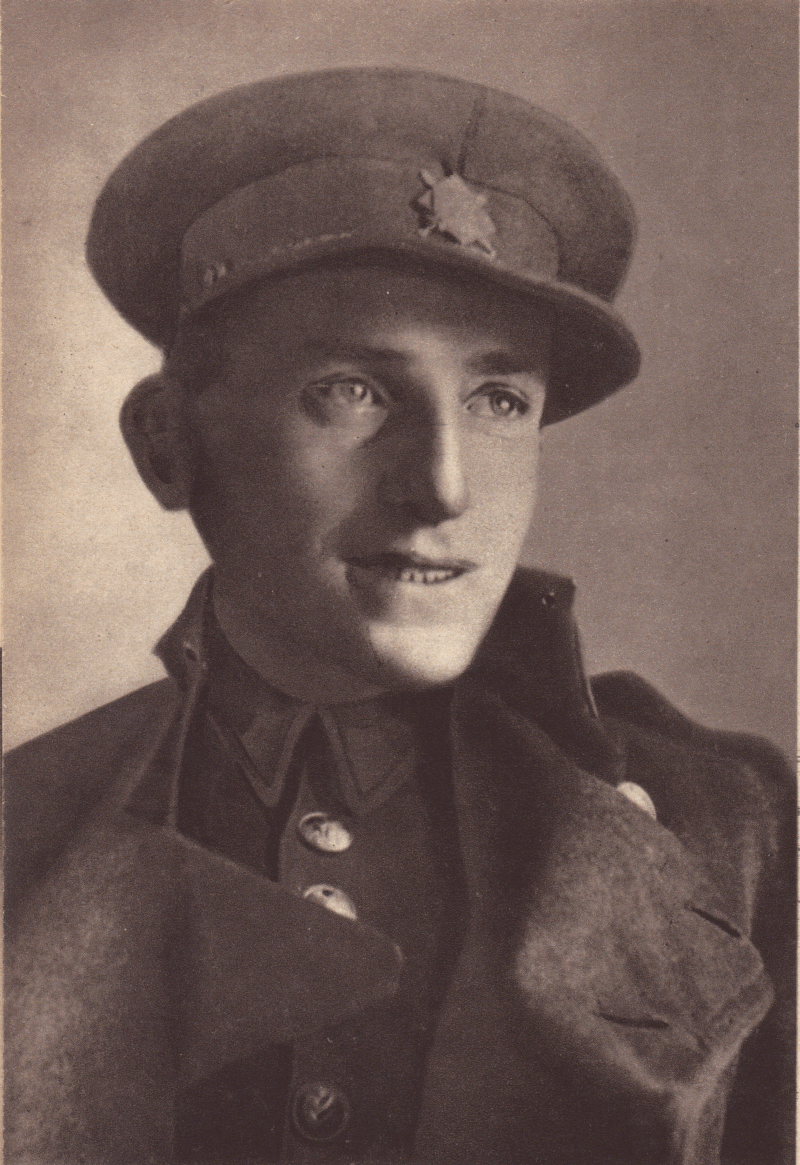
Václav Morávek († 1942)

- 1734 – Gunther Jakob, duchovní a hudební skladatel (pokřtěn 30. září 1685)
- 1776 – Leopold Antonín Podstatský, olomoucký kněz, kanovník a rektor (* 21. dubna 1717)
- 1860 – Karel Kašpar Reitenberger, opat premonstrátského kláštera v Teplé (* 29. prosince 1779)
- 1870 – Josef Dastich, filozof (* 27. února 1835)
- 1915 – Karel Habětínek, předlitavský vysokoškolský pedagog, soudce a politik (* 2. března 1830)
- 1930 – Artur Kraus, podnikatel, popularizátor astronomie, průkopník sportu a technických novinek (* 2. srpna 1854)
- 1931 – Josef Zubatý, indolog (* 20. dubna 1855)
- 1933 – Jiří Polívka, filolog, slavista (* 6. března 1858)
- 1936 – František Horký, malíř (* 7. prosince 1879)
- 1942
  - Jindřich Štyrský, malíř, fotograf, grafik, výtvarný teoretik, básník a esejista, představitel surrealismu (* 11. srpna 1899)
  - Václav Morávek, voják (* 8. srpna 1904)
- 1945 – Emanuel Halman, sochař (* 13. prosince 1873)
- 1952 – Václav Turek, československý politik (* 4. prosince 1875)
- 1955 – Jan Dostálek, československý politik, ministr (* 28. dubna 1883)
- 1962 – Václav Wagner, archeolog a historik umění (* 1. listopadu 1893)
- 1964 – Wolfgang Dorasil, sudetoněmecký hokejista (* 7. března 1903)
- 1967 – Eva Šolcová, divadelní a filmová herečka (* 24. května 1945)
- 1978 – Jaroslav Hájíček, voják, zpravodajský důstojník a odbojář (* 25. srpna 1899)
- 1985 – Jan Jaroš, kněz, pedagog, právník, kanonista a teolog (* 18. ledna 1909)
- 2002 – Zdeněk Chlup, architekt a politik (* 7. února 1921)
- 2011
  - Ladislav Novák, fotbalista (* 5. prosince 1931)
  - Gustav Krum, malíř a ilustrátor (* 23. května 1924)
  - Bohumil Fišer, lékař a politik (* 22. října 1943)
- 2021 – Zdeněk Josef Preclík, český sochař (* 20. ledna 1949)

### Svět

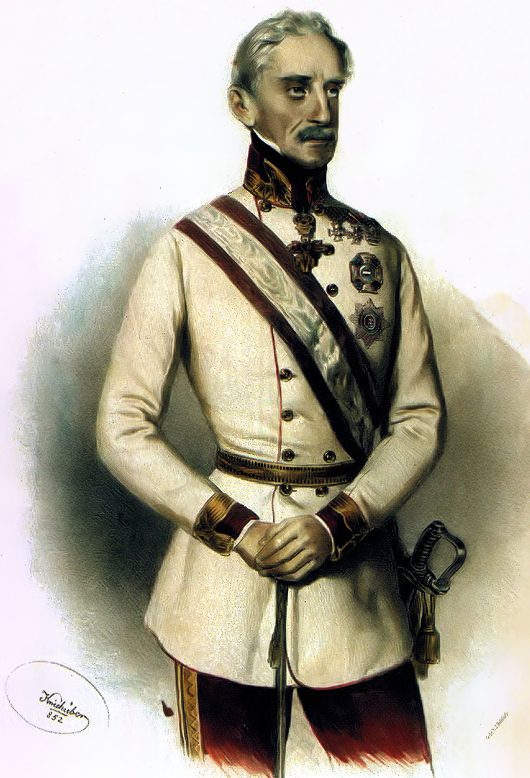
Alfred Windischgrätz († 1862)

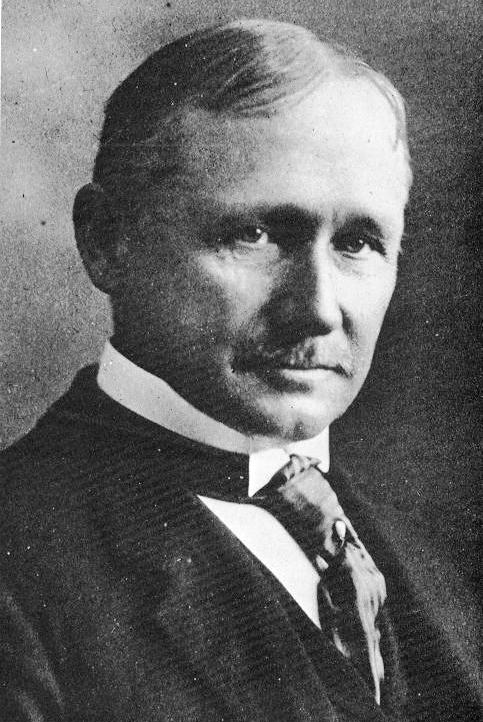
Frederick Winslow Taylor († 1915)

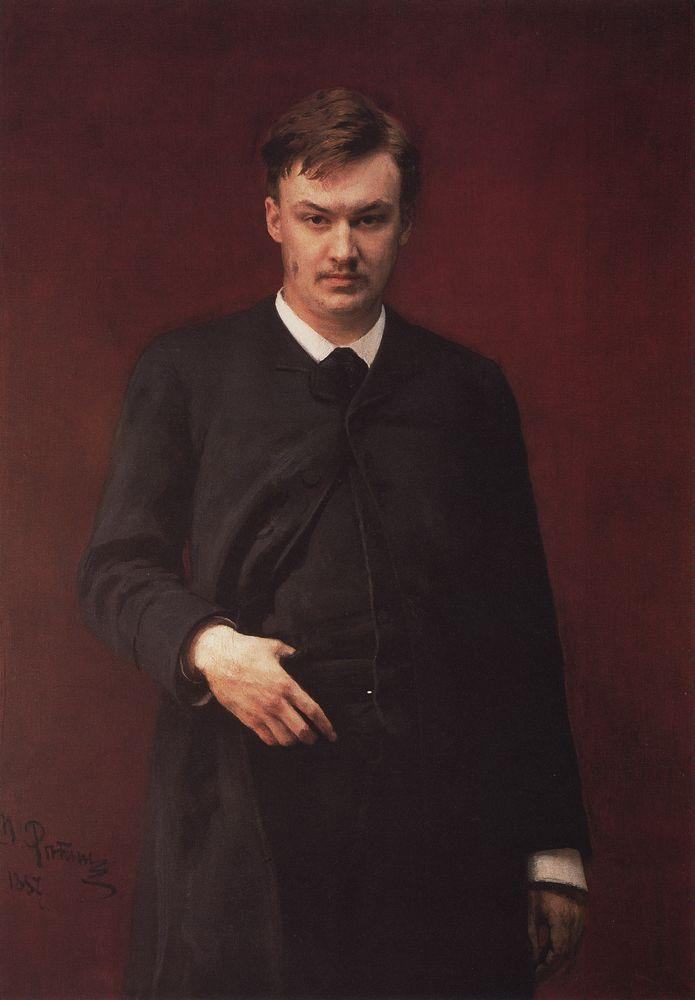
Alexandr Glazunov († 1936)

- 1324 – Marie Lucemburská, francouzská královna (* 1305)
- 1487 – Svatý Mikuláš z Flüe, švýcarský poustevník (* 21. března 1417)
- 1556 – Thomas Cranmer, arcibiskup canterburský (* 2. července 1489)
- 1653 – Tarhoncu Ahmed Paša, osmanský státník a velkovezír (* ?)
- 1654 – Jean-François de Gondi, první pařížský arcibiskup (* 1584)
- 1656 – James Ussher, teolog, anglikánský arcibiskup, irský primas (* 4. ledna 1581)
- 1729 – John Law, skotský ekonom (pokřtěn 21. dubna 1671)
- 1762 – Nicolas-Louis de Lacaille, francouzský astronom (* 15. března 1713)
- 1772 – Alexandr Filipovič Kokorinov, ruský architekt (* 10. července 1726)
- 1804 – Louis Antoine Henri de Bourbon Condé, francouzský šlechtic (* 2. srpna 1772)
- 1837 – Matúš Blaho, slovenský náboženský spisovatel a evangelický duchovní (* 18. srpna 1772)
- 1843 – Robert Southey, anglický romantický básník a literární badatel (* 12. srpna 1774)
- 1852 – Marie Hesensko-Kasselská, manželka dánského krále Frederika VI. (* 28. října 1767)
- 1862 – Alfred Windischgrätz, rakouský polní maršál a český šlechtic (* 11. května 1787)
- 1864
  - Hippolyte Flandrin, francouzský malíř (* 23. března 1809)
  - Luke Howard, britský chemik a meteorolog (* 28. listopadu 1772)
- 1885 – Alžběta Pruská, hesenská princezna (* 18. června 1815)
- 1892 – Annibale de Gasparis, italský astronom (* 9. dubna 1819)
- 1907 – Christian Neuhaus, dánský fotograf (* 13. března 1833)
- 1910 – Nadar, francouzský fotograf (* 1820)
- 1915 – Frederick Winslow Taylor, strojní inženýr, zakladatel vědeckého managementu (* 20. března 1856)
- 1934 – Franz Schreker, rakouský hudební skladatel (* 23. března 1878)
- 1936 – Alexandr Glazunov, ruský hudební skladatel (* 10. srpna 1865)
- 1938 – John Bates Clark, americký ekonom (* 26. ledna 1847)
- 1940 – Felice Nazzaro, italský automobilový závodník (* 1881)
- 1942 – Olha Kobyljanska, ukrajinská spisovatelka (* 27. listopadu 1863)
- 1944 – Ľudovít Okánik, slovenský římskokatolický kněz a politik (* 15. srpna 1869)
- 1945 – Arthur Nebe, německý nacistický generál policie (* 13. listopadu 1894)
- 1952 – Jiří Toskánský, rakouský arcivévoda a toskánský princ (* 22. srpna 1905)
- 1958 – Paul Rivet, francouzský etnolog (* 7. května 1876)
- 1959 – Péter Mansfeld, jedna z nejmladších obětí komunismu v Maďarsku (* 10. března 1941)
- 1962 – Jan Szeruda, polským evangelický teolog (* 26. prosince 1889)
- 1970 – Hendrik Sartov, dánský fotograf a kameraman (* 14. března 1885)
- 1971 – Perec Bernstein, ministr obchodu a průmyslu Izraele (* 12. června 1890)
- 1974 – Candy Darling, americká transwoman herečka (* 24. listopadu 1944)
- 1978 – Cearbhall Ó Dálaigh, prezident Irska (* 12. února 1911)
- 1991 – Leo Fender, americký výrobce elektrických kytar (* 10. srpna 1909)
- 1999 – Jean Guitton, francouzský katolický filosof a spisovatel (* 18. srpna 1901)
- 2001 – Basilea Schlinková, německá náboženská vůdkyně a spisovatelka (* 21. října 1904)
- 2004 – Ján Melkovič, slovenský hudební skladatel a herec (* 24. dubna 1939)
- 2008 – George Gross, kanadský sportovní novinář slovenského původu (* 23. ledna 1923)
- 2010 – Wolfgang Wagner, operní režisér (* 30. srpna 1919)
- 2011 – Pinetop Perkins, americký bluesový pianista (* 1913)
- 2012 – Derick Thomson, skotský básník (* 5. srpna 1921)

## Svátky

### Česko
- Radek, Radegast, Radhost, Radko, Radoš, Rajko
- Filemon
- Všerad

### Svět
- Mezinárodní den boje za odstranění rasové diskriminace
- Mezinárodní den zdravého spánku
- Světový den poezie
- Mezinárodní den lesů
- Mezinárodní den loutkového divadla
- Světový den Downova syndromu
- Slovensko – Blahoslav
- Libanon, Jordánsko, Egypt – Svátek matek
- Namibie – Den nezávislosti
- Irák – Nourúz
- Čína – první den kalendáře Chunfen a Bahá'í
- Jižní Afrika – Den lidských práv
- OSN – Mezinárodní den Nourúzu

## Pranostiky

### Česko
- Na svatého Benedikta má se ječmen a cibule síti.[1]
- Byť byl jarní den jak na zakázku, nechoď ještě na procházku,
ať tvé zdraví neztratí svou sázku!
- Za rovnodenní větry nelení.

| 21. březen v pražském KlementinuÚdaje jsou platné k 8. 7. 2025. | 21. březen v pražském KlementinuÚdaje jsou platné k 8. 7. 2025. | 21. březen v pražském KlementinuÚdaje jsou platné k 8. 7. 2025. |
| minimum                                                         | denní průměr                                                    | maximum                                                         |
| --------------------------------------------------------------- | --------------------------------------------------------------- | --------------------------------------------------------------- |
| −11,9 °C (1865)                                                 | 6,3 °C (od 1961)                                                | 22,4 °C (2014)                                                  |